# NGC 1587
NGC 1587 est une galaxie elliptique située dans la constellation du Taureau. NGC 1587 a été découverte par l'astronome germano-britannique William Herschel en 1783.

## Caractéristiques
Sa vitesse par rapport au fond diffus cosmologique est de 3 623 ± 10 km/s, ce qui correspond à une distance de Hubble de 53,4 ± 3,7 Mpc (∼174 millions d'al).
À ce jour, sept mesures non basées sur le décalage vers le rouge (redshift) donnent une distance de 50,586 ± 18,891 Mpc (∼165 millions d'al), ce qui est à l'intérieur des valeurs de la distance de Hubble.
NGC 1587 présente une large raie HI.

## Groupe de NGC 1589
NGC 1587 est aussi une galaxie brillante dans le domaine des rayons X et elle fait partie du groupe de NGC 1589 qui comprend neuf galaxies. Les huit autres galaxies de ce groupe sont NGC 1586, NGC 1588, NGC 1589, NGC 1593, UGC 3054, UGC 3058, UGC 3072 et UGC 3080. Selon A.M. Garcia, la galaxie NGC 1620 fait aussi partie de ce groupe, mais Garcia n'inclut pas NGC 1593 dans celui-ci.
Les galaxies NGC 1587 et NGC 1588 forment une paire de galaxies.